# Max Frey (Maler, 1902)

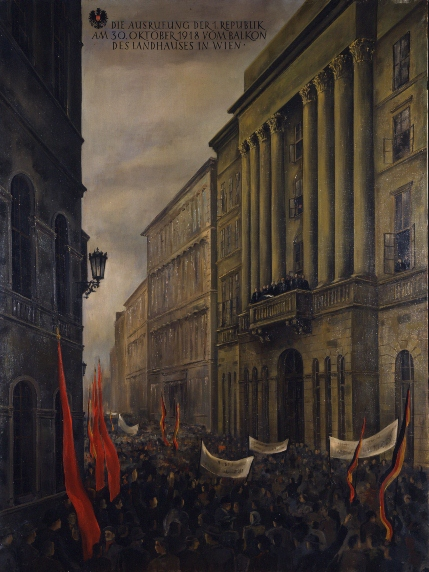
Die Ausrufung der Republik am 30. Oktober 1918 (HGM)

Max Frey (* 14. Februar 1902 in Klosterneuburg; † 24. November 1955 in Wien) war ein österreichischer Landschafts- und Porträtmaler sowie Entwurfszeichner für Gobelins. Er entwarf auch Briefmarken und Plakate, illustrierte Bücher und arbeitete als Bühnenbildner.

## Leben
Der Zeichenprofessor am Realgymnasium in Klosterneuburg, Ludwig Karl Strauch, der auch die Begabung Egon Schieles entdeckt hatte, nahm bereits während der Schulzeit des Max Frey dessen außergewöhnliches Talent wahr. Ab dem Jahr 1918 besuchte Frey die Wiener Kunstgewerbeschule, wo er von Karl Sterrer, Anton Hanak und Adolf Michael Boehm unterrichtet wurde. Dort wurde er auch in die Freskotechnik eingeführt. 1922 wurde ihm von der Kunstgewerbeschule der Eitelbergerpreis verliehen. 1923 war Frey vorübergehend für Anton Hanak tätig, wechselte aber noch im gleichen Jahr an die Meisterschule Karl Sterrers an die Wiener Akademie der bildenden Künste, wo er 1926 das Studium der Malerei abschloss. Während des Studiums arbeitete Frey nebenbei in der Glaswerkstätte von Remigius Geyling und in der Werkstätte des Puppenspielers Richard Teschner. 1925 wurde sein Gemälde „Geburt“ mit dem Meisterschulpreis ausgezeichnet.
Am 22. August 1925 heiratete er Margarete Plischke, genannt Grete, eine Jugendfreundin und die Schwester seines besten Freundes, des Architekten Ernst Plischke. Grete Frey fertigte als gelernte Handweberin u. a. Stoffe für von Ernst A. Plischke entworfene Möbel an. Max und Grete Frey besaßen zusammen mit Ernst Plischke in der Marxergasse 1 im 3. Bezirk ein gemeinsames Atelier.
Max Frey entwarf 1925 bis 1926 für die Große Ausstellung für Gesundheitspflege, soziale Fürsorge und Leibesübungen (GeSoLei) in Düsseldorf die Ausstellungsgrafik für den Pavillon von Österreich. Er führte auch grafische Arbeiten aus für die „Hygieneausstellung“ in Wien im Jahr 1925 sowie für die Ausstellungen „Mutter und Kind“ und „Wien und die Wiener“.
1932 wurde er Mitglied der Gesellschaft bildender Künstler Wiens und ins Künstlerhaus aufgenommen. 1934 erhielt er den Staatspreis für Werke der Bildenden Kunst verliehen.
1934 arbeitete er zusammen mit Franz von Zülow für die Ausstellung Austria in der Dorland Hall in London. Im Jahr 1936 malte Max Frey zum Gedenken an den ermordeten Bundeskanzler Dollfuß für die Krypta der Engelbertkirche Hohe Wand das 15 m lange und 3 m hohe Fresko „Erlöser in seinem Leiden umgeben von Märtyrern“, welches 1938 von den Nationalsozialisten zerstört wurde. 1937 fertigte er die Malereien für den Österreichischen Repräsentationsraum der Weltausstellung in Paris.
Von 1934 bis 1937 unternahm Frey mehrere Studienreisen, u. a. nach Jugoslawien, Frankreich, Italien und in die Schweiz. Danach betätigte er sich als Bühnenkünstler am Raimundtheater und am Volkstheater; ab 1940 auch an der Wiener Volksoper. 1946 wurde Frey an die Höhere Graphische Bundes-Lehr- und Versuchsanstalt berufen, wo er eine Klasse für farbige Komposition und Buchillustration leitete.
Max Frey reichte 1938 als Mitglied der Gesellschaft Bildender Künstler Wiens für eine Ausstellung im Künstlerhaus drei Werke ein. Das Hilfswerk für die deutsche bildende Kunst (HBK) teilte ihm per Schreiben vom 25. Juli 1938 mit, dass die Bilder nicht dem Kunstwollen des Nationalsozialismus entsprechen und daher abgelehnt würden. Ab 1940 wurde Max Frey zeitweise als Kriegsmaler eingesetzt. Er malte zerstörte Städte und verwüstete Landschaften, welche die Kriegsfolgen zeigen. 1943 beteiligte er sich an der Wiener Staatsoper bei der Ausführung des Eisernen Vorhangs nach dem Entwurf von Franz Kralicek.
1946 erhielt Max Frey eine Stelle als Lehrer an der Graphischen Bundes Lehr- und Versuchsanstalt Wien. 1947 wurde er mit der kleinen goldenen Medaille der Berufsvereinigung der bildenden Künstler Österreichs ausgezeichnet und 1949 wurde ihm der Professorentitel verliehen.
1952 stellte er anlässlich seines 50. Geburtstages bei der Frühjahrsausstellung des Künstlerhauses 60 Bilder aus. Das Künstlerhaus verlieh ihm die Große Goldene Ehrenmedaille und das Bundesministerium für Bildung ehrte ihn mit dem Ehrenpreis der Stadt Wien.
Max Frey starb am 26. November 1955 an Lungenkrebs. Er wurde am Ober Sankt Veiter Friedhof bestattet. Die Max Frey-Gasse in Klosterneuburg ist nach dem Künstler benannt.

## Ausstellungen
Auf folgenden Ausstellungen wurden u. a. Werke von Max Frey gezeigt:
- 1931 Ausstellung „Österreichische Kunst“ im Wiener Künstlerhaus
- 1940/41 Jubiläumsausstellung im Wiener Künstlerhaus
- 1941 Ausstellung „Zwischen Westwall und Maginotlinie“ im Saarlandmuseum in Saarbrücken
- 1943 Ausstellung „Junge Kunst im Deutschen Reich“ im Wiener Künstlerhaus
- 1950 an der Biennale in Venedig
- 1952 Frühjahrsausstellung Gesellschaft Bildender Künstler Wien im Künstlerhaus
- weitere Ausstellungen in Berlin, Essen, Saarbrücken, Paris, London, Wisconsin, Buenos Aires und Prag sind belegt.[5]

## Auszeichnungen
- 1932 Österreichischer Staatspreis
- 1934 Österreichischer Staatspreis
- 1942 Förderungspreis für die Ausstellung „Das schöne Wiener Frauenbild“
- 1949 Verleihung des Titels Professor
- 1950 Ehrenpreis der Stadt Wien[6]
- 1951 Große Goldene Medaille
- 1952 Preis des Unterrichtsministeriums
- Inhaber des Eitelberger- und Meisterschulpreises

## Werke
Gemälde von Max Frey befinden sich heute in der Österreichischen Galerie Belvedere, im Wien Museum, der Albertina, im Museum für angewandte Kunst, im Heeresgeschichtlichen Museum sowie in den Museen von Berlin, Saarbrücken und Triest.
- Die Ausrufung der Republik vom Balkon des NÖ Landhauses in der Herrengasse zu Wien am 30. Oktober 1918, Öl auf Leinwand, Heeresgeschichtliches Museum, Wien[7]
- Wandmalerei Engelbert Dollfuß gemeinsam mit Jesus und Märtyrern in der Engelbertkirche Hohe Wand